# Авдонский сельсовет
Авдонский сельсовет — муниципальное образование в Уфимском районе Башкортостана.
Административный центр — село Авдон.

## История
Согласно Закону о границах, статусе и административных центрах муниципальных образований в Республике Башкортостан имеет статус сельского поселения.

## Население
| 2002  | 2009  | 2010  | 2012  | 2013  | 2014  | 2015  |
| ----- | ----- | ----- | ----- | ----- | ----- | ----- |
| 4970  | ↗5056 | ↗5201 | ↗5225 | ↗5267 | ↗5318 | ↘5297 |
| 2016  | 2017  | 2018  |       |       |       |       |
| ↗5334 | ↘5263 | ↗5304 |       |       |       |       |

## Состав сельского поселения
| № | Населённый пункт | Тип населённого пункта       | Население |
| - | ---------------- | ---------------------------- | --------- |
| 1 | Авдон            | село, административный центр | ↗5672     |